# Adelophryne glandulata
Az Adelophryne glandulata a kétéltűek (Amphibia) osztályába, a békák (Anura) rendjébe és az Eleutherodactylidae családjába tartozó faj.

## Előfordulása
A faj Brazília endemikus faja. Egyetlen helyen, az ország délkeleti részén elterülő Espírito Santo államban, Santa Teresa községben figyelték meg 675–922 m magasságon.